# メキシコ国立自治大学

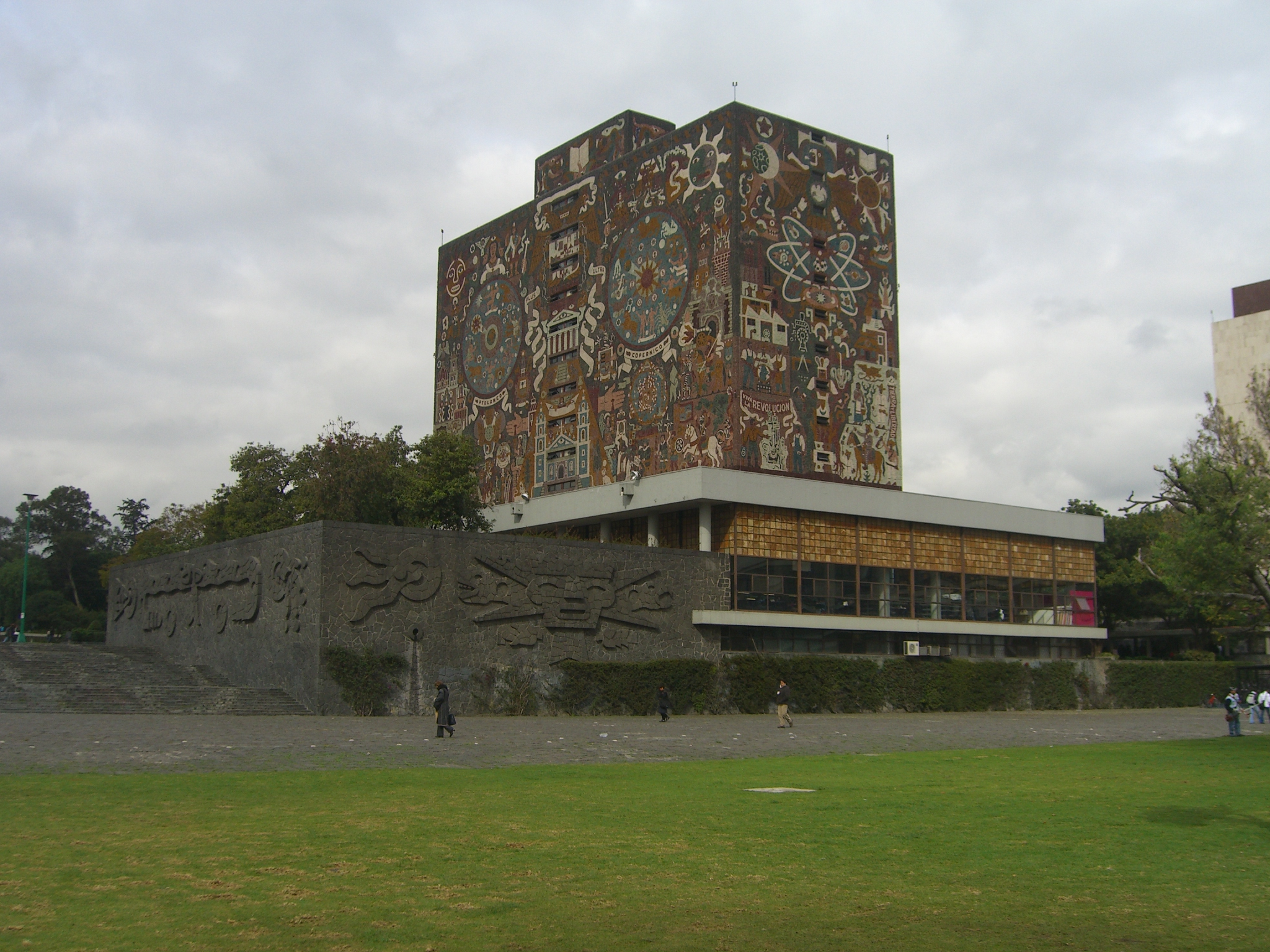
シウダ・ウニベルシタリア（大学都市）の風景：中央図書館

メキシコ国立自治大学（メキシコこくりつじちだいがく、スペイン語: Universidad Nacional Autónoma de México、UNAM）は、メキシコの首都メキシコシティにある公立大学。1551年9月21日に王立メキシコ大学（Real y Pontificia Universidad de México）として創立した。同年5月12日に創立していたペルーの国立サンマルコス大学に次いで、アメリカ大陸で2番目に古い大学である。

## 概要
ラテンアメリカで最大規模を誇る大学であり、また、メキシコ国内では卒業生に3人のノーベル受賞者を輩出した唯一の大学である。アルフォンソ・ガルシア・ロブレスがノーベル平和賞、オクタビオ・パスがノーベル文学賞、マリオ・モリーナがノーベル化学賞を受賞。また、アナ・マリア・セットが参加したパグウォッシュ会議が1995年にノーベル平和賞を受賞、同じくセットが参加する国際原子力機関が2005年にノーベル平和賞を受賞している。2009年には大学がアストゥリアス皇太子賞コミュニケーションおよびヒューマニズム部門を受賞した。
メキシコ国立自治大学は1920年代に自治権を獲得し、カリキュラムの決定や政府干渉によらない予算管理を自らの意思で行っている。現在、同校の学究活動は学問の自由と独立で知られている。

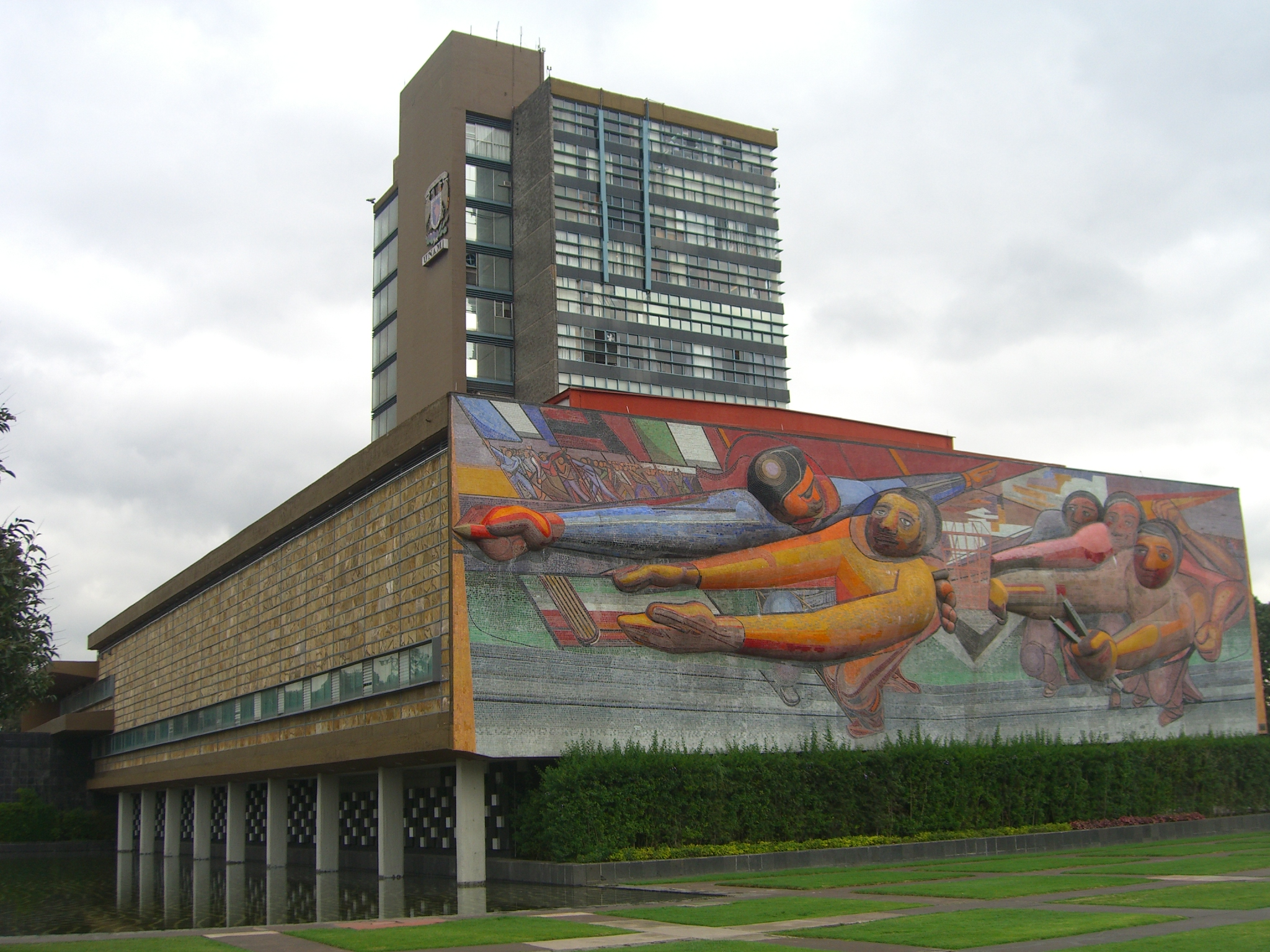
ダビッド・アルファロ・シケイロスの壁画「人民のための大学、大学のための人民（スペイン語版）」
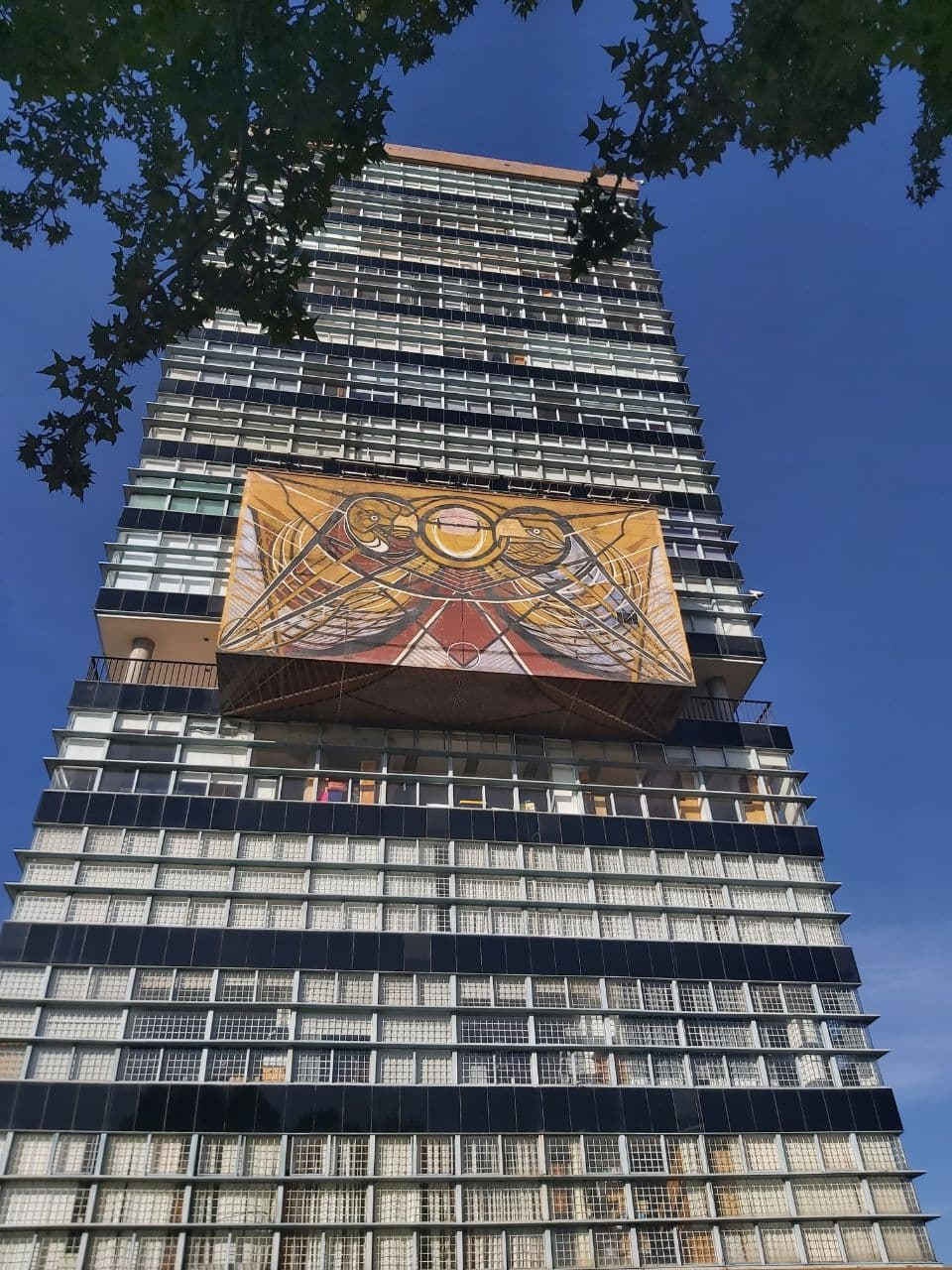
ダビッド・アルファロ・シケイロスの大学の新しいシンボル（スペイン語版）

## 社会的機能
同校はメキシコにおけるエリート養成機関の役割を担っている。これと同時に社会格差解消の手段としても位置付けられており、政府は本校へ潤沢な財政援助を行っており授業料もほとんどかからない。特に貧困層出身者に対する手厚い支援制度があり、奨学金制度、夜間授業、食堂の補助金制度等などを充実させている (詳しくはメキシコ#格差社会を参照のこと)。

## 歴史

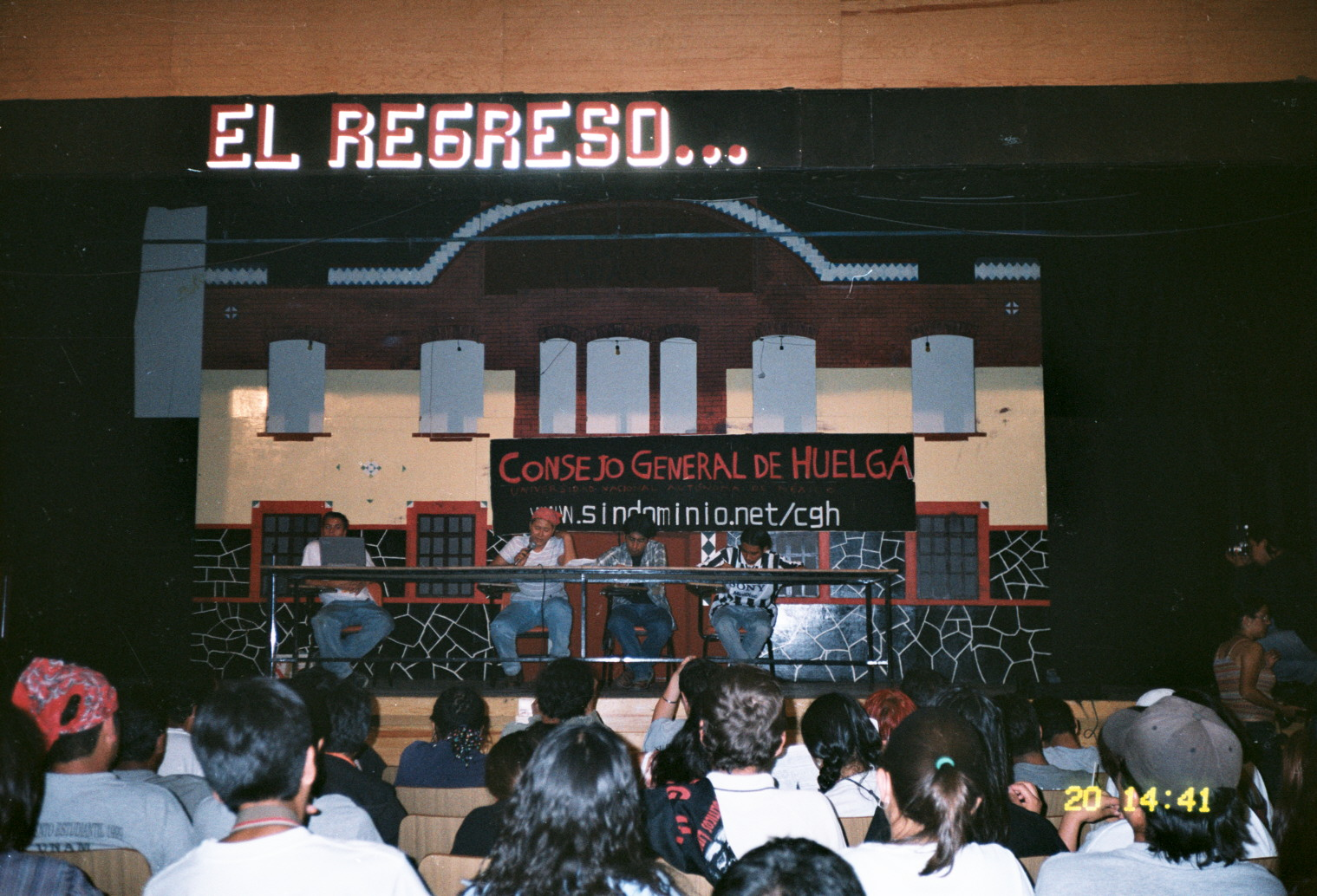
1999年の学生スト

- 1551年9月21日、「王立兼教皇庁立メキシコ大学」(Real y Pontificia Universidad de México)として設立、ヨーロッパの大学（特にサラマンカ大学）をモデルに設立
- 1821年、メキシコ独立後、名称から 'Real'＝'王立' が取られ、「国立兼教皇庁立大学」(Universidad Nacional y Pontificia)となる。しかしながら自由主義者にとってこの大学は反動的で植民地支配の残滓的な存在であり、何度も閉鎖された[1]。
- 1865年11月30日、メキシコ第二帝政のマクシミリアンによって最終的に廃止される[2]。
- 1881年以降、フスト・シエラ（英語版）を中心としてメキシコに国立大学を建設する計画が立てられ、1907年に承認された[1]。
- 1910年9月22日に「メキシコ国立大学」(Universidad Nacional de México)の名で開校したが、直後にメキシコ革命が勃発し、大学の経営は安定しなかった[3]。
- 1929年に政権を取った国民革命党が大学に介入すると、学生による大規模なストライキが起きた[4]。
- 1933年、新しい大学組織法が公布され、大学は「メキシコ自治大学」(Universidad Autónoma de México)となった[5]。
- 20世紀には、1960年代、1999年-2000年に学生ストライキが起こった
- 2007年 - メキシコ国立自治大学のメインキャンパスであるシウダー・ウニベルシタリアが、ユネスコの世界遺産に登録された。

## 著名な卒業生

### 大統領
- アンドレス・マヌエル・ロペス・オブラドール (メキシコ大統領 2018– )

- カルロス・サリナス・デ・ゴルタリ (メキシコ大統領 1988–1994)
- ミゲル・デ・ラ・マドリ・ウルタード (メキシコ大統領 1982–1988)
- ホセ・ロペス・ポルティーヨ (メキシコ大統領 1976–1982)
- ルイス・エチェベリア・アルバレス (メキシコ大統領 1970–1976)
- ミゲル・アレマン・バルデス (メキシコ大統領 1946–1952)
- アベル・パチェコ (コスタリカ大統領 2002–2006)
- アルフォンソ・ポルティージョ (グアテマラ大統領 2000–2004)

### 科学者
- ルイス・ミラモンテス (経口避妊薬の共同開発者)
- Rodolfo Neri Vela (メキシコ人最初の宇宙飛行士)
- マリオ・モリーナ (ノーベル化学賞受賞, 1995)
- ギイェルモ・アロ (天文学者、ハービッグ・ハロー天体の共同発見者)
- Salvador Zubiran (物理学者、国立栄養研究所, インドの National Institute of Nutrition 創始者)

### 政治家
- Alan Cranston (アメリカ、カリフォルニア州議員)
- Álvaro García Linera（ボリビア副大統領）

### 実業家
- カルロス・スリム (世界第1位の富豪（2007年、フォーブス）

### 建築家
- リカルド・レゴレッタ
- マリオ・シェトナン - 造園家、ランドスケープアーキテクト